# Let LG-125 Sohaj 2
De Let LG-125 Sohaj 2 (ook wel bekend als LG 125) is een Tsjechoslowaaks hoogdekker zweefvliegtuig gebouwd door Let in de jaren ‘50.

## Specificaties
- Bemanning: 1
- Lengte: 7,13 m
- Spanwijdte: 15,00 m
- Vleugeloppervlak: 14,00 m2
- Maximumsnelheid: 180 km/h
- Kruissnelheid: 67 km/h